# Federica di Hannover (principessa 1848)
Federica di Hannover (Hannover, 9 gennaio 1848 – Biarritz, 16 ottobre 1926) è stata un membro della casa di Hannover.
Dopo il suo matrimonio, visse per lo più in Inghilterra, dove era un membro di spicco della società.

## Biografia
Nacque il 9 gennaio 1848 a Hannover, figlia maggiore del re Giorgio V di Hannover e di sua moglie, la principessa Maria di Sassonia-Altenburg. Ebbe il titolo di principessa con il trattamento di "sua altezza reale" a Hannover. Nel Regno Unito ebbe il titolo di principessa con il trattamento di sua Altezza essendo pronipote di re Giorgio III.
Nel gennaio del 1866, il primo ministro di Prussia Otto von Bismarck avviò trattative con Hannover, rappresentato dal conte Platen-Hallermund, per un possibile matrimonio tra Federica e il principe Alberto di Prussia. Questo progetto non si realizzò e la tensione tra Hannover e Prussia crebbe, avendo come risultato la guerra austro-prussiana (14 giugno - 23 agosto 1866).
Nel 1866, il padre di Federica fu deposto come re di Hannover. Alla fine la famiglia si stabilì a Gmunden in Austria, dove possedeva schloss Cumberland (che dava il nome per il titolo ducale britannico). Federica visitò l'Inghilterra con la sua famiglia nel maggio 1876, e di nuovo, dopo la morte del padre, nel giugno del 1878.

## Matrimonio

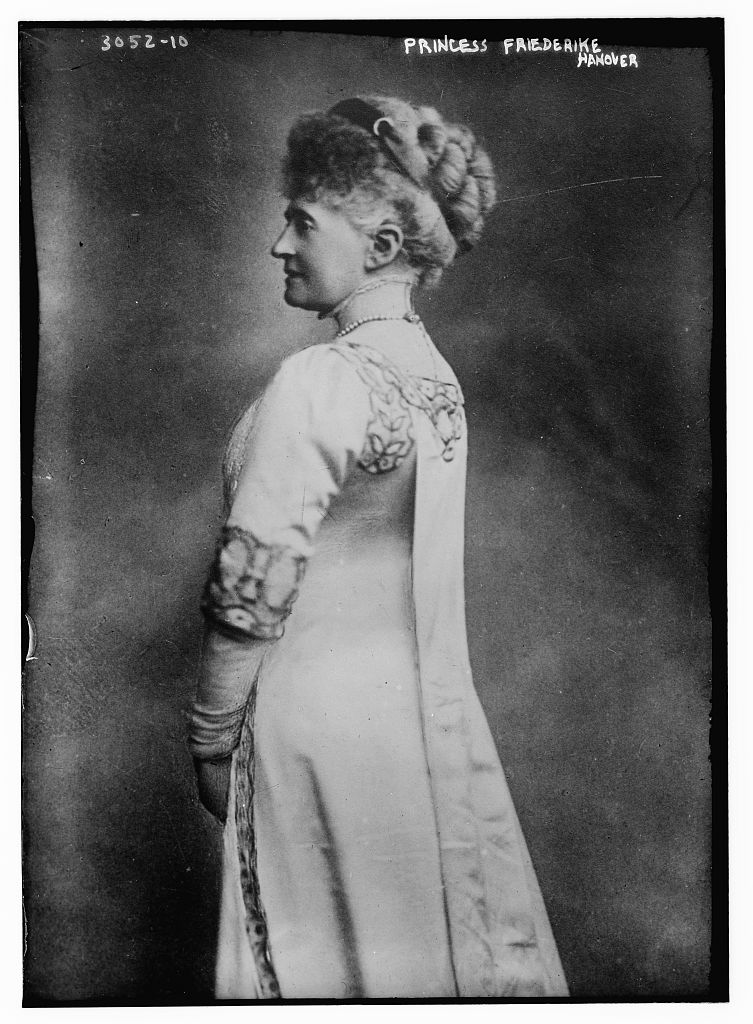
Federica nel 1915.

Federica venne corteggiata da suo cugino di secondo grado, il principe Leopoldo, duca di Albany (con il quale poi restò amica per tutta la vita), e da Alessandro d'Orange-Nassau. Federica, tuttavia, era innamorata del barone Alfonso von Pawel-Rammingen (1843-1932), figlio di un funzionario del governo del ducato di Sassonia-Coburgo-Gotha. Alfonso aveva servito come scudiero al padre di Federica ed era stato naturalizzato come cittadino britannico il 19 marzo 1880 e, il 24 aprile 1880 si sposarono. Il matrimonio ebbe luogo nel Castello di Windsor, presieduto dal vescovo di Oxford. La sorella di Alfonso, Anna, era sposata con il barone Oswald von Coburg, figlio di un figlio illegittimo del principe Ernesto Federico di Sassonia-Coburgo-Saalfeld (terzo figlio di Ernesto Federico, duca di Sassonia-Coburgo-Saalfeld).
Dopo il loro matrimonio, vissero in un appartamento al palazzo di Hampton Court. L'appartamento era nella parte sud-ovest dell'ala ovest del palazzo nella suite precedentemente chiamata "alloggi Housekeeper signora". Federica e Alfonso ebbero una figlia, nata e morta a Hampton Court Palace, Vittoria Georgina Beatrice Maud Anna (7 marzo 1881 - 27 marzo 1881). Fu sepolta nella cappella dell'Albert Memorial di San Giorgio al castello di Windsor. 
Federica e Alfonso furono spesso ospiti al castello di Windsor e a Osborne House.

## Ultimi anni e morte
Insieme al marito continuò a vivere una parte dell'anno in Inghilterra, ma in seguito passarono la maggior parte del tempo a Biarritz, in Francia , dove avevano in precedenza espatriato e dove possedevano villa Mouriscot.
Federica morì nel 1926 a Biarritz. Fu sepolta nella cripta reale della cappella di San Giorgio al castello di Windsor.

## Ascendenza
|                                  |                                |                                                 | Genitori                                               |  |  | Nonni |  |  | Bisnonni                    |  |  | Trisnonni                     |  |
|                                  |                                |                                                 |                                                        |  |  |       |  |  | Giorgio III del Regno Unito |  |  | Federico, principe del Galles |  |
|                                  |                                |                                                 |                                                        |  |  |       |  |  | Giorgio III del Regno Unito |  |  | Federico, principe del Galles |  |
|                                  |                                | Augusta di Sassonia-Gotha-Altenburg             |                                                        |  |  |       |  |  | Giorgio III del Regno Unito |  |  |                               |  |
| Ernesto Augusto I di Hannover    |                                |                                                 |                                                        |  |  |       |  |  | Giorgio III del Regno Unito |  |  |                               |  |
|                                  |                                | Carlotta di Meclemburgo-Strelitz                | Carlo Ludovico Federico di Meclemburgo-Strelitz        |  |  |       |  |  |                             |  |  |                               |  |
|                                  |                                | Carlotta di Meclemburgo-Strelitz                | Carlo Ludovico Federico di Meclemburgo-Strelitz        |  |  |       |  |  |                             |  |  |                               |  |
|                                  |                                | Carlotta di Meclemburgo-Strelitz                | Elisabetta Albertina di Sassonia-Hildburghausen        |  |  |       |  |  |                             |  |  |                               |  |
| Giorgio V di Hannover            |                                | Carlotta di Meclemburgo-Strelitz                |                                                        |  |  |       |  |  |                             |  |  |                               |  |
|                                  |                                | Carlo II di Meclemburgo-Strelitz                | Carlo Ludovico Federico di Meclemburgo-Strelitz        |  |  |       |  |  |                             |  |  |                               |  |
|                                  |                                | Carlo II di Meclemburgo-Strelitz                | Carlo Ludovico Federico di Meclemburgo-Strelitz        |  |  |       |  |  |                             |  |  |                               |  |
|                                  |                                | Carlo II di Meclemburgo-Strelitz                | Elisabetta Albertina di Sassonia-Hildburghausen        |  |  |       |  |  |                             |  |  |                               |  |
| Federica di Meclemburgo-Strelitz |                                | Carlo II di Meclemburgo-Strelitz                |                                                        |  |  |       |  |  |                             |  |  |                               |  |
|                                  |                                | Federica Carolina Luisa d'Assia-Darmstadt       | Giorgio Guglielmo d'Assia-Darmstadt                    |  |  |       |  |  |                             |  |  |                               |  |
|                                  |                                | Federica Carolina Luisa d'Assia-Darmstadt       | Giorgio Guglielmo d'Assia-Darmstadt                    |  |  |       |  |  |                             |  |  |                               |  |
|                                  |                                | Federica Carolina Luisa d'Assia-Darmstadt       | Maria Luisa Albertina di Leiningen-Dagsburg-Falkenburg |  |  |       |  |  |                             |  |  |                               |  |
| Principessa Federica di Hannover |                                | Federica Carolina Luisa d'Assia-Darmstadt       |                                                        |  |  |       |  |  |                             |  |  |                               |  |
|                                  | Federico di Sassonia-Altenburg | Ernesto Federico III di Sassonia-Hildburghausen |                                                        |  |  |       |  |  |                             |  |  |                               |  |
|                                  | Federico di Sassonia-Altenburg | Ernesto Federico III di Sassonia-Hildburghausen |                                                        |  |  |       |  |  |                             |  |  |                               |  |
|                                  | Federico di Sassonia-Altenburg | Ernestina Augusta di Sassonia-Weimar            |                                                        |  |  |       |  |  |                             |  |  |                               |  |
| Giuseppe di Sassonia-Altenburg   | Federico di Sassonia-Altenburg |                                                 |                                                        |  |  |       |  |  |                             |  |  |                               |  |
|                                  |                                | Carlotta di Meclemburgo-Strelitz                | Carlo II di Meclemburgo-Strelitz                       |  |  |       |  |  |                             |  |  |                               |  |
|                                  |                                | Carlotta di Meclemburgo-Strelitz                | Carlo II di Meclemburgo-Strelitz                       |  |  |       |  |  |                             |  |  |                               |  |
|                                  |                                | Carlotta di Meclemburgo-Strelitz                | Federica Carolina Luisa d'Assia-Darmstadt              |  |  |       |  |  |                             |  |  |                               |  |
| Maria di Sassonia-Altenburg      |                                | Carlotta di Meclemburgo-Strelitz                |                                                        |  |  |       |  |  |                             |  |  |                               |  |
|                                  |                                | Ludovico Federico Alessandro di Württemberg     | Federico II Eugenio di Württemberg                     |  |  |       |  |  |                             |  |  |                               |  |
|                                  |                                | Ludovico Federico Alessandro di Württemberg     | Federico II Eugenio di Württemberg                     |  |  |       |  |  |                             |  |  |                               |  |
|                                  |                                | Ludovico Federico Alessandro di Württemberg     | Federica Dorotea di Brandeburgo-Schwedt                |  |  |       |  |  |                             |  |  |                               |  |
| Amalia di Württemberg            |                                | Ludovico Federico Alessandro di Württemberg     |                                                        |  |  |       |  |  |                             |  |  |                               |  |
|                                  |                                | Enrichetta di Nassau-Weilburg                   | Carlo Cristiano di Nassau-Weilburg                     |  |  |       |  |  |                             |  |  |                               |  |
|                                  |                                | Enrichetta di Nassau-Weilburg                   | Carlo Cristiano di Nassau-Weilburg                     |  |  |       |  |  |                             |  |  |                               |  |
|                                  |                                | Enrichetta di Nassau-Weilburg                   | Carolina d'Orange-Nassau                               |  |  |       |  |  |                             |  |  |                               |  |
|                                  |                                | Enrichetta di Nassau-Weilburg                   |                                                        |  |  |       |  |  |                             |  |  |                               |  |